# سؤال مركب
السؤال المركب أو السؤال المتعدد (بالإنجليزية: complex question، باللاتينية: plurium interrogationum)، وهو مغالطة تتضمن طرح سؤال مع افتراضات مسبقة مركبة. تكون هذه الافتراضات المسبقة عبارة عن افتراضات يتوقع طارح السؤال أنها مقبولة لدى المجيب عند طرح السؤال. يصبح المجيب ملتزمًا بهذه الافتراضات عند تقديمه أية إجابة مباشرة. يدعى الافتراض المسبق مركبًا لكونه قد يكون افتراض وصل، افتراض احتواء، أو افتراض مشروط، كذلك قد يكون أحد الافتراضات التي تتضمن بعض الربط المنطقي بطريقة تجعله يتألف من عدة افتراضات. قد يكون السؤال المركب مغالطة ولكنه ليس بالضرورة أن يكون كذلك، ويعتبر حينها مغالطة غير صورية.

## مقتضيات السؤال
يتضمّن أحد أشكال الخطاب المضلل الافتراض المسبق لشيء ما دون ذكره صراحة، عن طريق صياغته كسؤال. على سبيل المثال: السؤال «هل يمتلك السيد جونز شقيقًا في الجيش؟» لا يدعي بأنه يمتلك أخًا في الجيش حقًا، وإنما يقتضي بوجود بعض المؤشرات التي تشير إلى ذلك، وبغير ذلك لن يتواجد أية داعٍ لطرح السؤال. يكون بهذه الطريقة الشخص الذي يطرح السؤال محميًا من الاتهامات التي تدينه بتقديم ادعاءاتٍ كاذبةٍ، لكنه لا يزال قادرًا على طرح ما يريده ضمنيًا عبر صياغته سؤالًا مركبًا خفيًا. المغالطة ليست في السؤال نفسه، ولكن في افتراض المستمع أن السؤال لم يكن ليتم طرحه دون بعض الأدلة لدعم الافتراض.
من أجل الحصول على التأثير المطلوب، يجب أن يتضمن السؤال شيئًا غير مألوفٍ بما يكفي لعدم طرحه دون بعض الأدلة أو المؤشرات. على سبيل المثال: لن يدفع طرح السؤال «هل يمتلك السيد جونز شقيقًا؟» المستمع إلى الاعتقاد بأنه يجب أن يتواجد بعض الأدلة على امتلاكه أخًا، فهذا النوع من الأسئلة العامة يتم طرحه بشكل متكرر دون معرفة مسبقة بالإجابة.

## مغالطة السؤال المركب
تعتمد مغالطة السؤال المركب أو مغالطة السؤال المتعدد على السياق؛ الافتراض المسبق بحد ذاته لا يجب أن يكون مغالطة. يتم ارتكاب هذا النوع من المغالطات عندما يسأل شخص ما سؤالًا يفترض مسبقًا شيئًا غير مقبول من جميع الأشخاص المعنيين. على سبيل المثال: السؤال «هل ترتدي ماري ثوبًا أزرقًا أم أحمرًا؟» غير صحيح لأنه يقيد مجال الإجابات المحتملة بفستان أزرق أو أحمر. يصبح السؤال مغلوطًا إذا كان الشخص الذي يتم سؤاله لا يوافق بالضرورة على هذه القيود.
وبالتالي يمكننا التمييز بين:
- السؤال المركب المشروع (ليس مغالطة): هو سؤال يفترض شيئًا يوافق عليه المستمع. على سبيل المثال: «من هو ملك المملكة المتحدة؟» يفترض هذا السؤال وجود مكان يسمى المملكة المتحدة، كما يفترض امتلاكه ملكًا، وكلاهما صحيح.
- السؤال المركب غير المشروع: من ناحية أخرى، يقع السؤال «من هو ملك فرنسا؟» ضمن خانة مغالطة السؤال المركب، لأنه يفترض وجود مكان يسمى فرنسا (وهذه حقيقة)، لكنه يفترض أيضًا أنّ فرنسا تمتلك ملكًا حاليًا (وهو أمر خاطئ). يعتبر السؤال مركبًا وليس ملغومًا طالما أن الإجابة عليه لا يبدو أنها تدين المتحدث أو تحرجه.[7]

يصبح السؤال ملغومًا أو مشحونًا عند احتوائه على افتراضات خلافية مسبقة (بصيغة ولغة انفعالية أو محملة –لها تأثير انفعالي غير معلن). يحتوي السؤال الملغوم الكلاسيكي افتراضات تُجرِّم الأشخاص المجيبين، ليعترفوا بها عند إجابتهم على الأسئلة بطريقة مباشرة بدلاً من تحديها، على سبيل المثال: «هل توقفت عن ضرب زوجتك؟» إذا أجاب الشخص «نعم»، فهذا يعني أنه قد ضرب زوجته في وقت سابق. قد يُطرَح السؤال الملغوم ليوقِع بالشخص المجيب ويدفعه للاعتراف بشيء يعتقد السائل أنه صحيح، وقد يكون هذا الأمر في الحقيقة صحيحًا. وبذلك يعتبر السؤال السابق ملغومًا سواء كان المجيب قد قام بضرب زوجته بالفعل أم لا -وإذا أجاب بأي شيء آخر غير «نعم» أو «لا» في محاولة لإنكار قيامه بضرب زوجته، يمكن للسائل أن يتهمه بمحاولة تفادي السؤال أو المراوغة. قد يكون السؤال ملغومًا في سياق ما دون آخر، فعلى سبيل المثال: لن يكون السؤال السابق ملغومًا في حالة طرحه أثناء محاكمة اعترف فيها المدعى عليه مسبقًا بضرب زوجته.

### أسئلة ومغالطات مشابهة
تعتبر مغالطة السؤال المزدوج من المغالطات المشابهة، وهي مغالطة ترتكب عندما يطرح شخص ما سؤالًا يلمس أكثر من قضية واحدة، إلا أنه لا يسمح سوى بإجابة واحدة.
يمكن خلط هذه المغالطة مع مغالطة التماس السؤال (petitio principia)، وهي مغالطة تحدث عندما يتم افتراض صحة القضية التي يراد البرهنة عليها في المقدمة سواء بشكل صريح أو ضمني.
«ترتبط مغالطة التماس السؤال ارتباطًا وثيقًا بمغالطة السؤال المركب. يقصد المعنى الأوسع لمصطلح السؤال المركب بأنه سؤال يقترح إجابته. يعتبر أي سؤال يفرض علينا أن نختار أحد عناصر السؤال نفسه -بينما يوجد مجالًا مفتوحًا من الخيارات- مركبًا بالمعنى الذي يستخدم به هذا المصطلح هنا. على سبيل المثال: إذا كان على المرء أن يسأل ما إذا كنت ستذهب إلى نيويورك أو لندن، أو إذا كان لونك المفضل أحمر أو أزرق، أو إذا كنت قد تخليت عن عادة سيئة معينة ما، فسيكون مذنبًا بارتكابه مغالطة السؤال المركب إذا كانت البدائل -في كل حالة- أكثر عددًا من البدائل المذكورة في السؤال أو إذا كانت مختلفة عنها. أي سؤال رئيسي يؤدي إلى تعقيد مسألة ما عن طريق التبسيط الزائد هو مغالطة للسبب نفسه... في التماس السؤال، يعمل أي افتراض يتعلق بموضوع الحجة كمقدمة، بينما في السؤال المركب يلغي نفس هذا الافتراض بعض الاحتمالات المادية للحالة، ويحصر المسألة ضمن حدود ضيقة للغاية. كما في الحالة السابقة، فإن الطريقة الوحيدة لمواجهة الصعوبة هنا هي إثارة السؤال السابق ومواجهة الافتراض الكامن وراء السؤال.» مغالطات- آرثر إرنست دافيس.